# 丝氨醇
丝氨醇是一种有机化合物，化学式为H
2NCH(CH
2OH)
2。它可由丝氨酸的加氢还原制得。它和4-叔丁基苯甲腈在碳酸钾存在下反应，可以得到2-(4-叔丁基苯基)-4,5-二氢-4-噁唑甲醇。